# Vint-i-dosena esmena de la Constitució dels Estats Units
La Vint-i-dosena esmena (en anglès Twenty-second Amendment) de la Constitució dels Estats Units estableix un límit de mandats al president dels Estats Units. El Congrés dels Estats Units va aprovar l'esmena el 21 de març del 1947. Va ser ratificada pel nombre necessari d'estats el 27 de febrer del 1951.

## Text
El text de l'esmena diu així:
| « | (català) Secció 1. Cap persona podrà ser elegida per al càrrec de president més de dues vegades, i cap persona que hagi ocupat el càrrec de president, o exercit com a president, durant més de dos anys d'un mandat per al qual algú ja ha estat elegit com a president, serà elegida per al càrrec de president més d'una vegada. Però aquest article no s'ha d'aplicar a cap persona que ocupi el càrrec de president quan aquest article va ser proposat pel Congrés, i no ha d'impedir a la persona que ocupi el càrrec de president, o actuï com a president, durant el període dins del qual aquest article entra en vigor, d'ocupar el càrrec de president o actuar com a president durant la resta d'aquest mandat. Secció 2. Aquest article no entrarà en vigor llevat que hagi estat ratificat com una esmena de la Constitució per les legislatures de tres quarts dels estats dins del període de set anys des de la data de la seva presentació als estats pel Congrés. | (anglès) Section 1.No person shall be elected to the office of the President more than twice, and no person who has held the office of President, or acted as President, for more than two years of a term to which some other person was elected President shall be elected to the office of the President more than once. But this article shall not apply to any person holding the office of President when this article was proposed by the Congress, and shall not prevent any person who may be holding the office of President, or acting as President, during the term within which this article becomes operative from holding the office of President or acting as President during the remainder of such term. Section 2. This article shall be inoperative unless it shall have been ratified as an amendment to the Constitution by the legislatures of three-fourths of the several States within seven years from the date of its submission to the States by the Congress. | » |

## Història

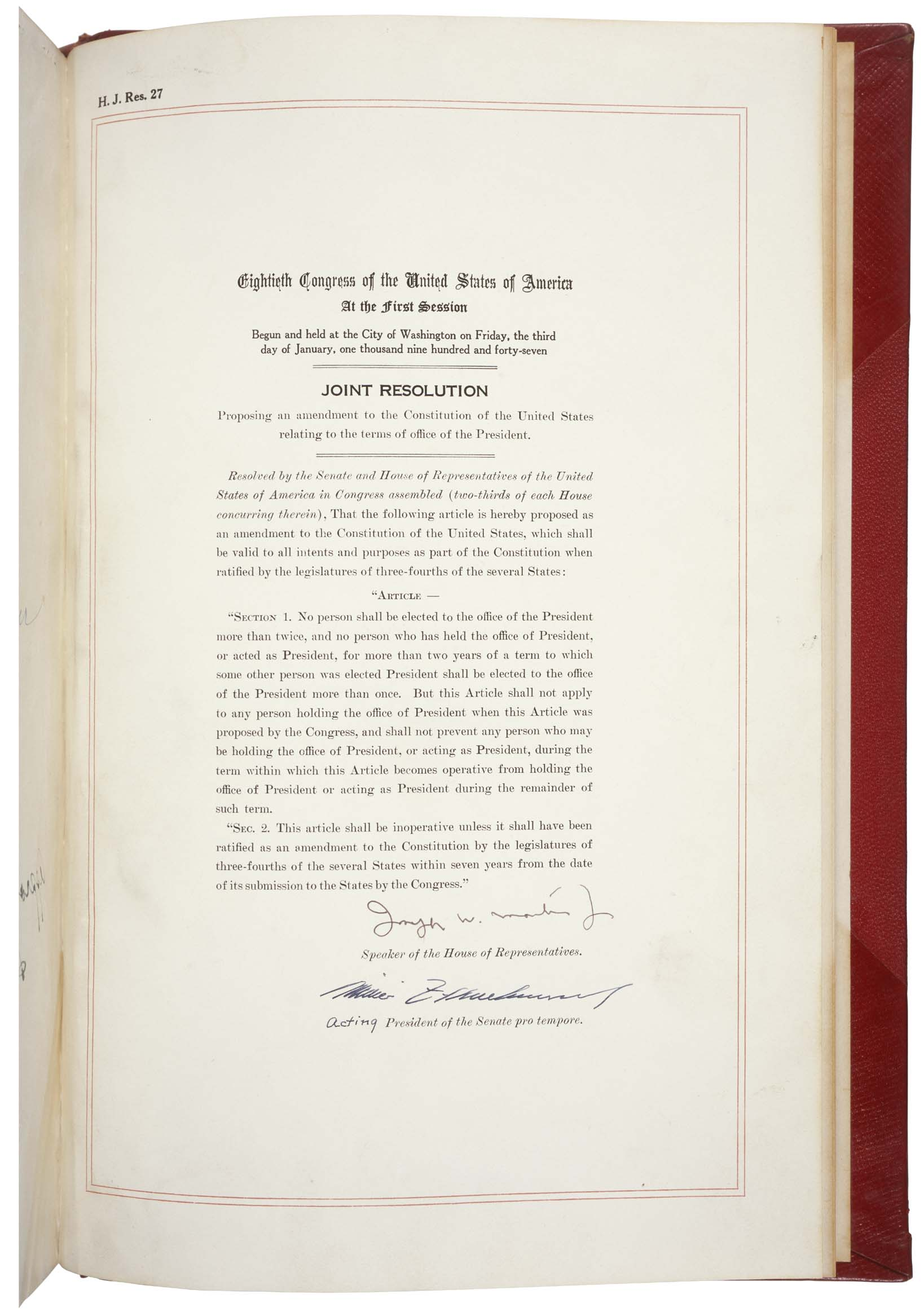
Vint-i-dosena Esmena en l'Administració de Registres i Arxius Nacionals dels EUA

Els historiadors assenyalen la decisió de George Washington de no presentar-se a un tercer mandat com a prova que els fundadors de la nació nord-americana veien un límit de dos mandats com a convenció i com un baluard contra una possible monarquia; no obstant això, el seu missatge de comiat (Farewell Address) suggereix que va ser a causa de la seva edat el fet que no es presentés a la reelecció. Thomas Jefferson també va contribuir a la convenció d'un límit de dos mandats; el 1807 va escriure: «si la finalització dels serveis de magistrat principal no es fixa per la Constitució, o es proveeix per la pràctica, el seu lloc, nominalment de quatre anys, es farà fet per tota la vida». Els successors immediats de Jefferson, James Madison i James Monroe, també es van adherir al principi de dos mandats.
Amb anterioritat a Franklin D. Roosevelt, pocs presidents van intentar servir per més de dos mandats. Ulysses S. Grant va voler presentar-se a un tercer mandat el 1880, després de romandre en el càrrec des del 1869 fins al 1877, però no va aconseguir per poc la nominació del seu partit. Theodore Roosevelt va accedir a la presidència després de l'assassinat de William McKinley i va ser posteriorment elegit, el 1904, per a un mandat complet, i així va servir en el càrrec des del 1901 fins al 1909. Va presentar posteriorment la seva candidatura (per a un mandat no consecutiu) el 1912, però va perdre davant Woodrow Wilson. El 1940, Franklin D. Roosevelt es va convertir en l'únic president elegit per a un tercer mandat; els seus partidaris van al·ludir a la guerra a Europa com una raó per trencar amb el precedent. En l'elecció del 1944, durant la Segona Guerra Mundial, va guanyar un quart mandat, però va sofrir una hemorràgia cerebral i va morir en el poder a l'any següent. Així, Roosevelt va ser l'únic president que va superar els límits establerts per la vint-i-dosena esmena abans de la seva ratificació.

## Oposició
Diversos membres del Congrés dels Estats Units, com Barney Frank, José Serrano, i Howard Berman, de la Cambra de Representants dels Estats Units i el senador Harry Reid, han presentat propostes legislatives per abrogar la Vint-i-dosena esmena, però cada resolució va morir abans de prosperar en el seu respectiu comitè. També va ser proposat substituir el límit de dos mandats absoluts per una limitació de no més de dos mandats consecutius.

## Situacions personals
L'esmena prohibeix a qualsevol persona elegida per a la presidència i que ha servit com a president, o com a president interí durant més de dos anys del mandat no vençut del seu precursor, ser elegida més d'una vegada. L'esmena va excloure expressament el president Harry Truman, que cobria el càrrec en el moment de ser presentada la proposta pel Congrés. Truman, que havia servit durant la major part del quart mandat no vençut de Franklin Roosevelt i que havia estat elegit per a un mandat complet el 1948, va començar una campanya per al càrrec el 1952, però va abandonar després d'una pobra actuació en les primàries de Nou Hampshire.
Des de la ratificació de l'esmena, l'únic president que podria haver servit més de dos termes en les actuals circumstàncies va ser Lyndon B. Johnson. Aquest es va convertir en president el 1963, després de l'assassinat de John F. Kennedy; va servir els catorze mesos finals del mandat de Kennedy i va ser elegit president el 1964. Si Johnson s'hagués presentat el 1968 i hagués estat elegit, hauria servit nou anys i dos mesos en total al final del nou mandat.
Gerald Ford va ocupar la presidència el 9 d'agost del 1974, i es va mantenir en el càrrec durant més de dos anys del mandat no vençut de Richard Nixon. Així, si Ford hagués guanyat les eleccions el 1976 (va perdre davant Jimmy Carter), no hauria pogut ser candidat per a concórrer-hi el 1980, malgrat haver estat elegit una sola vegada.

## Proposta i ratificació
El Congrés va proposar la vint-i-dosena esmena el 21 de març del 1947. Els estats següents van ratificar l'esmena:
1. Maine (31 de març de 1947)
2. Michigan (31 de març de 1947)
3. Iowa (1 d'abril de 1947)
4. Kansas (1 d'abril de 1947)
5. Nou Hampshire (1 d'abril de 1947)
6. Delaware (2 d'abril de 1947)
7. Illinois (3 d'abril de 1947)
8. Oregon (3 d'abril de 1947)
9. Colorado (12 d'abril de 1947)
10. Califòrnia (15 d'abril de 1947)
11. Nova Jersey (15 d'abril de 1947)
12. Vermont (15 d'abril de 1947)
13. Ohio (16 d'abril de 1947)
14. Wisconsin (16 d'abril de 1947)
15. Pensilvània (29 d'abril de 1947)
16. Connecticut (21 de maig de 1947)
17. Missouri (22 de maig de 1947)
18. Nebraska (23 de maig de 1947)
19. Virgínia (28 de gener de 1948)
20. Mississipi (12 de febrer de 1948)
21. Nova York (9 de març de 1948)
22. Dakota del Sud (21 de gener de 1949)
23. Dakota del Nord (25 de febrer de 1949)
24. Louisiana (17 de maig de 1950)
25. Montana (25 de gener de 1951)
26. Indiana (29 de gener de 1951)
27. Idaho (30 de gener de 1951)
28. Nou Mèxic (12 de febrer de 1951)
29. Wyoming (12 de febrer de 1951)
30. Arkansas (15 de febrer de 1951)
31. Geòrgia (17 de febrer de 1951)
32. Tennessee (20 de febrer de 1951)
33. Texas (22 de febrer de 1951)
34. Nevada (26 de febrer de 1951)
35. Utah (26 de febrer de 1951)
36. Minnesota (27 de febrer de 1951)

D'acord amb la Constitució dels Estats Units, les esmenes han de ser ratificades per les tres quartes parts dels estats perquè entrin en vigor. La ratificació de la Vint-i-dosena esmena es va completar el 27 de febrer del 1951 (en aquest moment, la Unió estava formada per 48 estats). L'esmena va ser subsegüentment ratificada pels estats següents:
1. Carolina del Nord (28 de febrer de 1951)
2. Carolina del Sud (13 de març de 1951)
3. Maryland (14 de març de 1951)
4. Florida (16 d'abril de 1951)
5. Alabama (4 de maig de 1951)

Aquesta esmena va ser específicament rebutjada per Oklahoma el juny del 1947 i per Massachusetts el 9 de juny del 1949.